# Hanna Fueß
Hanna Fueß (eigentlich Johanna Wilhelmine Alma Fueß; * 27. Februar 1886 in Altencelle; † 7. November 1972 in Wienhausen) war eine Celler Heimatschriftstellerin und langjährige Mitarbeiterin der Celleschen Zeitung.

## Leben

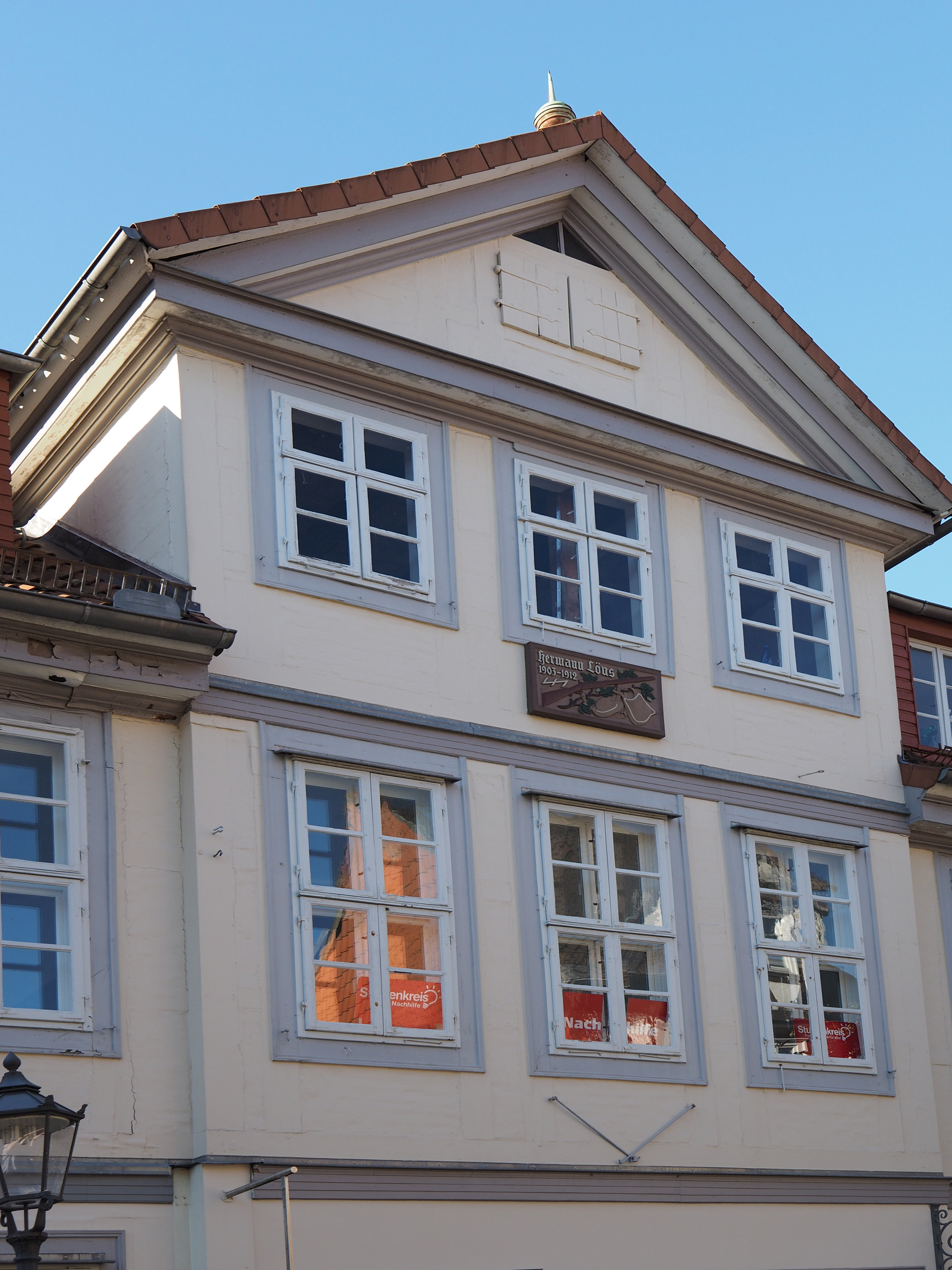
Mauernstr. 47 in Celle, in diesem Haus lebte Hanna Fueß zeitweise mit Hermann Löns zusammen

Hanna Fueß’ Vater Wilhelm war Pastor der Evangelisch-lutherischen Landeskirche Hannovers. Gemeinsam mit seiner Frau erzog er die Tochter sowie deren beide Brüder zu Heimatliebe und weckte ihr Interesse an Traditionen, Brauchtum und Geschichte. Nach dem Tod des Vaters im Jahr 1900 zog die Familie nach Celle in die Mauernstraße. In Celle besuchte sie die Privatschule des Schriftstellers und Journalisten Carl Crome-Schwiening, wo sie sich im Rezitieren übte, was ihr bei späteren Vorträgen und Lesungen half.
Um die Jahrhundertwende begann Hanna Fueß schriftstellerisch tätig zu werden. Ihr zentrales Thema war ihre Heimat, deren Menschen und Geschichten. Außerdem war sie mit dem späteren Chefredakteur und Verleger der Celleschen Zeitung, Ernst Pfingsten, befreundet, der sie als Mitarbeiterin und Lokalredakteurin einstellte.
Schon früh entwickelte sich ein – von Hannas Seite zunächst eher schwärmerisches – Liebesverhältnis zwischen ihr und dem 20 Jahre älteren Hermann Löns, der damals der Mann ihrer Cousine Lisa Hausmann war. 1909 gestand der 43-jährige den Frauen seine Liebe zu Hanna Fueß ein. Eine von ihm vorgeschlagene ménage à trois lehnten die Frauen ab. Trotzdem blieb Hanna Fueß über Jahre eine enge Vertraute von Löns. Sie soll Vorbild für die Figur der Swaantje aus Löns’ Roman Das zweite Gesicht gewesen sein. Ihr Werk Hermann Löns und die Swaantje, das sie 1921 unter dem Pseudonym Swaantje Swantenius veröffentlichte, verkaufte sich bis 1939 insgesamt 130.000 Mal und machte sie über den Landkreis Celle hinaus bekannt.
1921 war Hanna Fueß Mitbegründerin des Lönsbundes, baute diesen zu einem umfassenden Heimatverein aus, unternahm zahlreiche Vortragsreisen, war jahrelang Schriftführerin des Vereins und wurde schließlich dessen Ehrenvorsitzende.
Während der NS-Zeit war Hanna Fueß Mitglied im Kampfbund für deutsche Kultur, der NS-Frauenschaft, engagierte sich für die Nationalsozialistische Volkswohlfahrt (NSV) und publizierte in den Celler Kriegsbriefen, die von der NSDAP-Kreisleitung herausgegeben wurden. Nachdem die Cellesche Zeitung 1945 auf Befehl der Alliierten ihr Erscheinen zunächst einstellte, musste Fueß ihre schriftstellerische Tätigkeit vorübergehend aufgeben. Im Juni 1946 wurde sie von der Celler Kreisbauernschaft beauftragt, eine Chronik des Landkreises für die Zeit des Krieges und der Jahre unmittelbar danach zu erstellen. Sie zeichnete mehr als 350 Augenzeugenberichte auf, die meisten zwischen 1947 und 1948. Der größte Teil der Befragten waren alteingesessene Bewohner des Landkreises Celle. Displaced Persons, wie etwa ehemalige jüdische Häftlinge, Kriegsgefangene und Zwangsarbeiter, die sich zu dieser Zeit in großer Zahl im Landkreis aufhielten, wurden nicht befragt.
Hanna Fueß wurde im Mai 1951 schließlich Kanonissin im Evangelischen Damenstift Wienhausen und betreute dort das Klosterarchiv. Im Alter von 86 Jahren starb sie in Wienhausen und wurde auf dem Friedhof der Gertrudenkirche in Altencelle beigesetzt.
Im Februar 2011 beschloss der Rat der Stadt Celle, den nach der Autorin benannten Hanna-Fuess-Weg in „Gildeworth“ umzubenennen. Ausschlaggebend hierfür waren die Verstrickungen der Autorin in das nationalsozialistische System.
Die Schreibweise des Namens variiert in den Quellen zwischen „Fuess“ und „Fueß“.

## Werke
- Swaantje Swantenius (Pseudonym): Hermann Löns und die Swaantje (Berlin 1921)
- Haidekinder. Geschichten aus der Lüneburger Haide (1926)
- Bauernkunst im Bomann-Museum zu Celle (1927)
- Freie von Ottenhaus (1929)
- Celle-Fibel. Ein Heimatbuch für jung und alt (1940)